# Titi (Placanica)

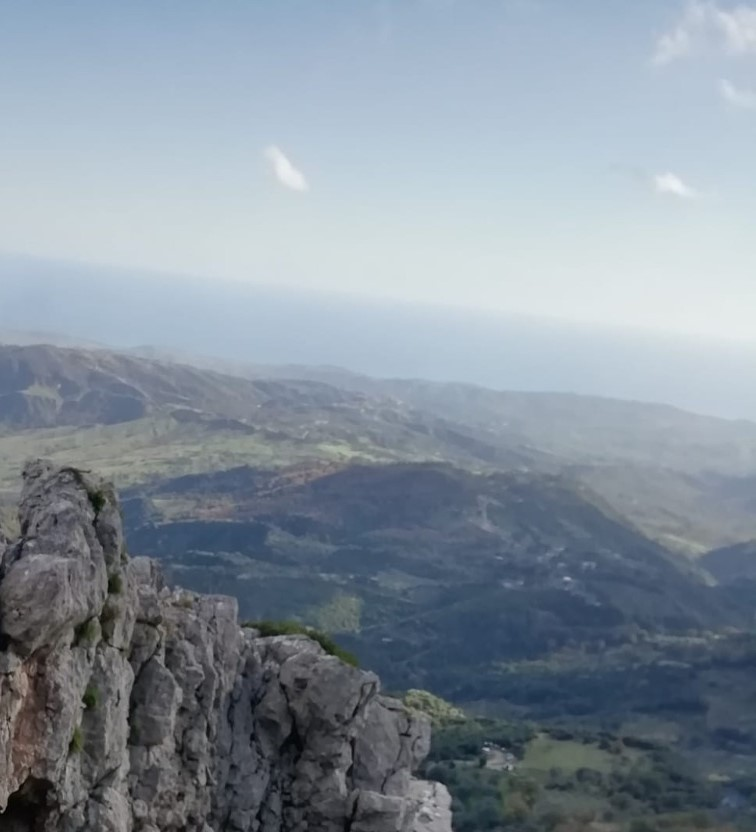
Titi dall'alto

Titi è una frazione del comune di Placanica in provincia di Reggio Calabria. La frazione dista 3,23 km da Placanica. Titi sorge a 430 metri sul livello del mare.

Nella denominazione Titi generalmente si intende un insieme di località (Comunia, Agliastreto, Titi Tuffarelli, Titi Convento, Costa Pirara, Tigliuso, Mortà, Ceresara, Molinaro, provenzani, grappido, zona cimitero) che partono dall’Agliastreto fino ad arrivare al cimitero, passando per la strada comunale che da Placanica o da Stignano si ricongiunge con la strada provinciale, che unisce le strade statali 106 e 110. 
A Titi nascono molti fiumi tra cui il Torrente Fiorello che poi si immette nella fiumara Precariti.
Titi e i suoi territori fanno parte del parco culturale Tommaso Campanella:
La Chiesa madre:
Nella zona centrale di Titi si può trovare la Chiesa Madre del paese intitolata alla sua Augusta patrona Maria Santissima della Consolazione.
All’interno di quest’ultima si possono osservare ancora nelle pareti alcuni pezzi della chiesa antica risalente agli anni intorno al 1400. La chiesa ristrutturata intorno al 2010 anticamente era totalmente in stile barocco.
Nel 1784 con l’istituzione della Cassa Sacra e la requisizione di tutti i beni ecclesiastici venne fatto un inventario della Chiesa e del Convento dal Capitano del diparto Francesco Consignani alla presenza del padre guardiano frà Michelangelo Sambiasi.
Nella descrizione della Chiesa si dice che ci sia un grande altare maggiore ricoperto da marmo verde con la Beata vergine dipinta al muro con un velo in seta azzurro, a sinistra dell’altare un grande cancello in ferro con una cappella, all’interno di quest’ultima un secondo altare con la statua di Maria Santissima della Consolazione e dietro una piccola finestrella. Nell’unica navata della chiesa c’erano dei pavimenti a scacchiera, ai lati grandi colonne in marmo e due altari raffiguranti Sant’Antonio e la Madonna Assunta in Cielo. 
La chiesa oggi non presenta più uno stile barocco ma uno stile rustico.
Il Convento “Santa Maria” 1402:
Di fianco alla chiesa possiamo trovare il convento di Santa Maria, anch’esso risalente al 1402, esso infatti è uno dei conventi più antichi di Italia, il convento fu ristrutturato nel 2016, una parte del convento ad oggi viene utilizzata come centro ricreativo e sociale per i bambini del paese..
In tale luogo inoltre il 2 settembre 1599 si rifugiò Tommaso Campanella durante la sua fuga da Stilo dopo le sue infiammate prediche nella chiesa. 
La piazza centrale ed i monumenti, ed i luoghi da vedere:
Di fronte alla chiesa ed al convento possiamo trovare la piazza centrale del paese ed a fianco all’omonima un parco giochi inaugurato nel 2021.
Non molto lontano a tutto ciò possiamo trovare il nuovo calvario costruito intorno al 2015, che sostituiva il povero calvario antico che era situato all’antico pozzo di molto tempo fa, qui di fianco al pozzo e all’abbeveratoio per le mucche si trovava una piccola parete liscia nella quale c’era intagliata una croce in legno, per arrivarci basta percorrere una stradina in pietra che partendo dalla piazza giunge fino a lì.
Nella zona alta del paese dove è situato il cimitero si può trovare un percorso da trekking, partendo dall’omonimo si potranno osservare:
I piani di Rufo, una grandissima pianura in mezzo alle alte montagne;
La Timpa Perciata, un arco naturale quasi a forma di cuore;
Una grandissima grotta rossa;
Ed uno splendido panorama di tutti i paesi confinanti.
Nel 2016 a Titi venne inaugurato 
un Impianto Sportivo Polivalente intitolato a Padre Francesco Ferraro, pregevole parroco che partendo da Titi,(la sua prima chiesa affidata dalla curia)si fece spazio in una carriera di sacerdote che purtroppo ebbe fine intorno al 2012 quando la sua vita venne stroncata da un infarto, e nel 2024 di fianco al campo sportivo venne inaugurata la “zona fitness” 
A Titi è anche presente una fonte di acqua gratuita e priva di calcio, la fonte Morzidara.
Da Titi si può inoltre accedere al santuario Della Madonna di Montestella grazie ad una strada rurale che ha un facile accesso dalla alta di Costa pirara, ed anche al Santuario della Madonna dello scoglio( meta di migliaia di pellegrini) grazie ad una strada che passa dalla frazione “Survia”e che parte dalla zona alta del paese.

## Monumenti e luoghi d'interesse
A Titi ci sono varie attrazioni, tra cui:
- Il percorso da trekking che partendo dalla zona alta del paese offre alla vista
- piani di Rufo( una splendida pianura nelle montagne);
- La Timpa perciata( un arco naturale quasi a forma di cuore);
- la Chiesa madre di Santa Maria della Consolazione;
- il Convento di Santa Maria;
- il Monte mammicomito;

Inoltre ci sono anche varie attrazioni per bambini e ragazzi, come:
- L’impianto Sportivo Polivalente “Padre Francesco Ferraro”;
- L’area Fitness;
- Il Parco giochi comunale;
- La piazza centrale;

oltre alle piccole attività commerciali presenti nel paese, sono anche presenti alcuni enti culturali che operano per il paese a parte il grande contributo del comune, sono presenti:
il Nuovo Comitato festa instaurato nell’agosto del 2022 per volere della comunità tutta, il quale opera senza sosta, e contribuisce al buon funzionamento del paese, organizzando serate ecc.
L’associazione culturale “Tommaso Campanella”, anch’essa opera sul paese, organizzando serate, feste, ed impegnandosi al massimo per portare avanti il paese.
La comunità tutta, ed i tanti ragazzi del paese, i quali, rimboccandosi le maniche, e aprendo gli occhi e la mente ad un nuovo modo di vedere di Titi, stanno abbattendo ogni falsa diceria, ed ogni odio che abbatteva il paese, portandolo al suo splendore.

## Cucina
Il piatto tipico di Titi sono i “maccarruni”che possono essere o con il sugo classico o spesso con la carne di capra. (pasta fatta in casa con sugo e carne di capra): piatto degustabile alle feste religiose di Titi alle "baracche" (chiosco funzionante solo in tale occasione).

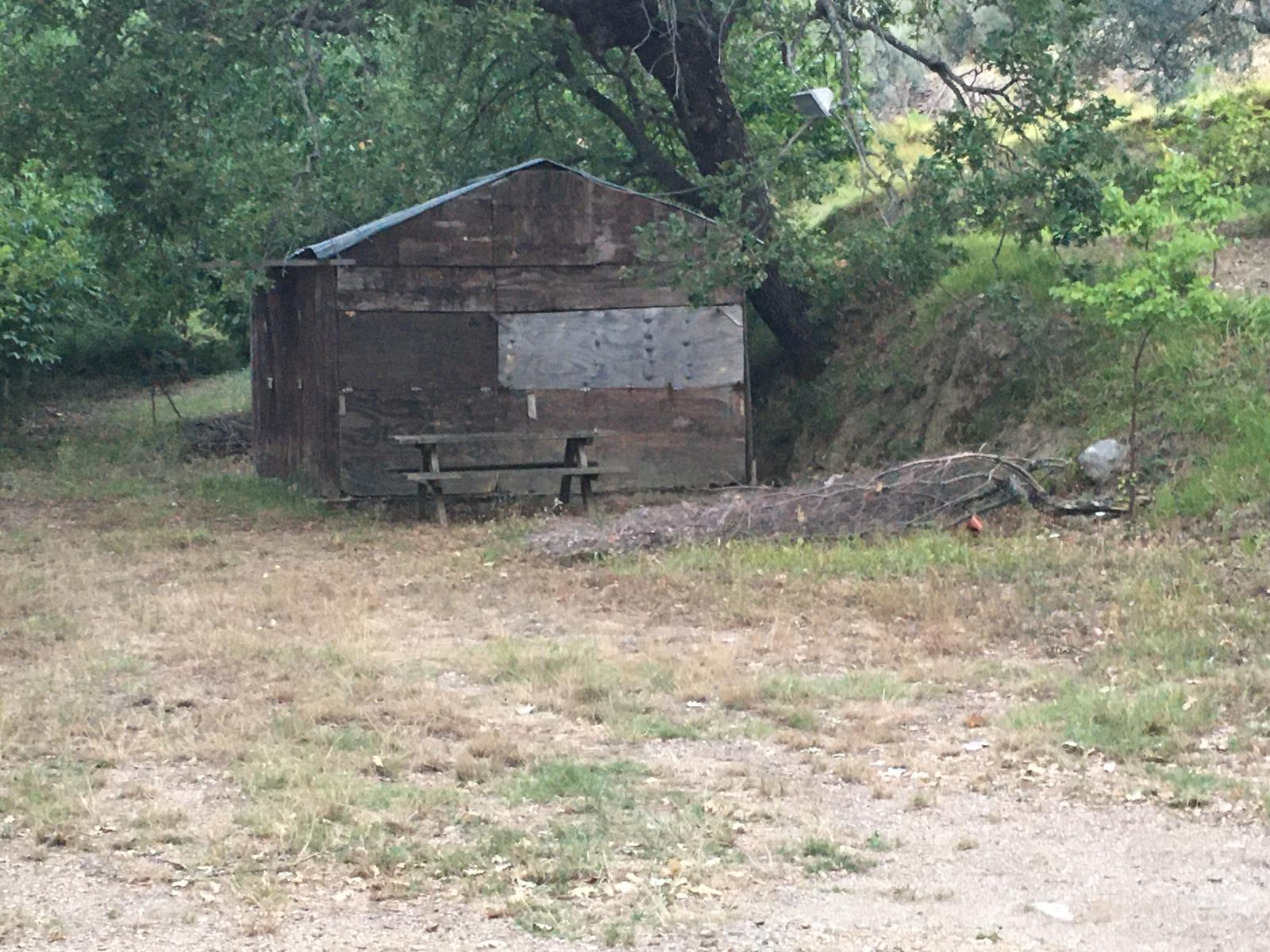
La barracca

Nella tradizione culinaria di Titi la carne di capra e la carne di maiale sono le più utilizzate.
È ancora presente la tradizione del maiale fatto e allevato in casa ("u porcu") con la quale si fanno profumati salumi come salsicce, soppressate, capocollo, pancette, lardo e inoltre è tipica la produzione di frittole e il soffritto di maiale.
In tutta Titi sono presenti alberi di ulivo anche secolari da cui si ricava ottimo olio extra vergine e olive da mensa ("alivi cumbitè, alivi n’taccati, alivi rutti e alivi mpurnati")
Nei boschi di Titi si trovano funghi, asparagi selvatici e corbezzolo. A Titi è anche presente un Tipo di Ulivo raro, un ulivo bianco sul quale si stanno compiendo alcuni studi.

## Feste
A Titi si festeggia:
- La festa patronale della Madonna della Consolazione che viene celebrata nell’ultima domenica di agosto.

- La festa della Madonna del Carmine il 16 Luglio (antica festa sospesa dal 2016 per poi essere reintrodotta dal luglio del 2024)
- l’8 di Maria (8 dicembre-introdotta dal dicembre del 2022)
- Parata dei carri allegorici di carnevale (introdotta dal febbraio 2023)

La festa patronale di Titi, dedicata alla Madonna della Consolazione, è metà di centinaia di fedeli che ogni anno vengono a festeggiarla, momento di unione e grande fede per il paese, ogni anno 9 giorni prima dell’ultima domenica di agosto inizia la tradizionale “Novina da Madonna”, nella quale viene esposta alla venerazione l’Effige della Vergine, ed ogni giorno vengono cantate lodi, canti tradizionali e rosari alla Madonna . Per quanto riguarda la festa civile e le tradizioni, tutto inizia nel giovedì della quarta domenica di agosto, da quella sera vengono organizzate serate devolutive, concerti, tornei , giochi tradizionali e fiere; all’ultimo giorno di novena,( al sabato) che precede la domenica di festa, il paese si risveglia con il tradizionale suono delle Zampogne, che iniziando dalla presta mattinata prosegue fino alla tarda sera, alla domenica mattina, invece, il paese si sveglia a suon di fuochi e marce suonate dalla banda, che percorre l’intero paese annunciando il grande giorno di festa. Durante il pomeriggio percorre le vie del paese “ La Processione” nella quale l’Effige della Madonna percorre l’intero paese portata a spalla dal suo popolo, la festa si conclude nella notte con spettacoli pirotecnici e spettacoli musicali di cantanti famosi.
La Festa di Maria Ss. Del Carmelo, era una festa anch’essa molto antica, che venne sospesa a partire dal 2016 e venne reintrodotta nel 2024, ogni anno inizia anche qui la “Novina da Madonna”, nelle giornate del 15-16 di luglio (se di domenica) o nel primo fine settimana successivo a queste date, vengono effettuate serate di giochi tradizionali del paese, che hanno tradizioni molto antiche, come il “Palu da Cuccagna”, “I Gozzi”, “A Corda” ecc.,l’ultimo giorno invece viene portata nelle vie del paese la Vergine.
l’8 di Maria, e la parata dei carri di carnevale, sono due nuove feste, introdotte corrispettivamente dal dicembre 2022 e dal febbraio 2023, per iniziativa del Nuovo Comitato Festa, in collaborazione con l’Associazione Culturale “Tommaso Campanella” di Titi.